# گورنگی کوزیی دول
گورنگی کوزیی دول (به صربی: Gornji Kozji Dol) یک منطقهٔ مسکونی در صربستان است که در ترگوویشته واقع شده‌است. گورنگی کوزیی دول ۱۰۱ نفر جمعیت دارد.